# IJsselstein
IJsselstein (nizozemska izgovorjava: [ˈɛisəlstɛin] ()) je občina in mesto na Nizozemskem v provinci Utrecht. IJsselstein je dobil mestne pravice leta 1331. IJsselstein svoje ime dolguje reki Hollandse IJssel, ki teče skozi mesto. Je glavno predmestje na območju Utrechta, skupaj s sosednjima mestoma Houten in Nieuwegein (deloma zaradi proge lahke železnice Sneltram, ki služi temu območju). Obdajajo ga občine Utrecht, Montfoort, Lopik, Vijfheerenlanden in Nieuwegein.

## Znamenitosti
Mesto ima staro mestno jedro, obdano z majhnim kanalom. V kraju je od 1300 do 1888 stal grad IJsselstein, od katerega se je ohranil le stolp. Mesto ima dve veliki cerkvi, obe poimenovani po sv. Nikolaju: nizozemsko reformirano cerkev Nicolaas, ustanovljeno leta 1310, in rimskokatoliško cerkev. Znotraj protestantske cerkve sta dva mavzoleja; ena družine Gijsbrehta Amstelskega (1350) in druga družine Aleida van Culemborg (1475). Katoliška bazilika sv. Nikolaja je iz leta 1887 in je neogotska. Papež Pavel VI. jo je leta 1972 poimenoval " Mala bazilika ".

V IJsselsteinu se nahaja 366,8 metrov visok televizijski stolp, imenovan Gerbrandy stolp. Stolp se običajno in napačno imenuje Zendmast Lopik, po bližnji vasi Lopik.
- Nizozemski topografski zemljevid občine IJsselstein, junij 2015
- Zemljevid IJsselsteina iz leta 1649 v "Toonneel der Steden" Willema in Joan Blaeu

## Pomembni ljudje iz kraja
- Arnold, gospod IJsselsteinski (1304–1363), drugi gospod IJsselsteinski in Stoutenburški
- Maksimilijan Egmontski (1509–1548), grof Burenski in Leerdamski ter državni namestnik Frizije 1540 do 1548

## Galerija fotografij
- katoliška bazilika
- Stolp nekdanjega gradu
- Achtersloot 120, IJsselstein
- Protestantska cerkev
- Zgodovinska Mestna hiša, IJsselstein